# اتکینسن (ایندیانا)
اتکینسِن (به انگلیسی: Atkinson) یک منطقهٔ مسکونی در ایالات متحده آمریکا است که در شهرستان بنتون، ایندیانا واقع شده‌است. آتکینسون ۲۳۵٫۹۲ متر بالاتر از سطح دریا واقع شده‌است.